# Гибралтар на Европском првенству у атлетици на отвореном 2010.
Гибралтар је учествовао на Европском првенству 2010. одржаном у Барселони, Шпанија, од 27. јула до 1. августа са једним спортистом који се такмичио у трци на 100 метара.
На овом првенству представник Гибралтара није освојио медаљу, нити је оборио неки рекорд. И после овоф првенства, Гибралтар је остао у групи земаља које никад нису освајали медаље на европским првенствима.

## Учесници
| Дисциплина | Мушкарци      | Жене |
| ---------- | ------------- | ---- |
| 100 м      | Доминик Керол |      |

### Мушкарци
| Атлетичар     | Дисциплина | Лични рекорд | Квалификације   | Квалификације   | Полуфинале      | Полуфинале      | Финале          | Финале          | Детаљи |
| Атлетичар     | Дисциплина | Лични рекорд | Резултат        | Место           | Резултат        | Место           |                 |                 | Детаљи |
| ------------- | ---------- | ------------ | --------------- | --------------- | --------------- | --------------- | --------------- | --------------- | ------ |
| Доминик Керол | 100 м      | 10,75        | Дисквалификован | Дисквалификован | Дисквалификован | Дисквалификован | Дисквалификован | Дисквалификован |        |